# 한국컨테이너부두공단
한국컨테이너부두공단(Korea Container Terminal Authority ; KCTA)는 정부재원 지원의 한계를 극복하고 투자재원 조달의 다변화를 통해 컨테이너부두를 적기에 개발, 확충하고 국내 항만시설의 개발 및 관리·운영의 일원화를 통해 화물을 원활히 유통시켜 국가 경제발전에 기여를 목적으로 설립된 공공기관의 운영에 관한 법률 적용을 받는 대한민국 국토해양부 산하 위탁집행형 준정부기관이다. 1989년 12월 한국컨테이너부두공단법에 의거하여 1990년 4월 1일 설립되었다.
2011년 5월 18일 한국컨테이너부두공단법 폐지 법률이 공포되어, 2011년 8월 19일 여수항 및 광양항을 관할하는 여수광양항만공사가 설립되어 그 역할을 이전하였다.

## 조직/인원
- 조직형태: 위탁집행형 준정부기관(공공기관의 운영에 관한 법률 적용)
- 조직: 2본부 8팀 1사무소 2사업소
- 인원: 77명 (임원포함)

## 연혁
- 1989년 1월 한국컨테이너부두공단법 제정
- 1990년 4월 3일 한국컨테이너부두공단 설립
- 1990년 6월 국제항만협회(IAPH) 정회원 가입
- 1992년 12월 광양항 1선식 및 신선대부두 준공
- 1997년 3월 해운산업공단 인수
- 1998년 5월 부산항 감만부두 및 광양항 1단계 부두준공
- 2002년 4월 광양항 2-1단계 부두 준공
- 2004년 1월 부산항 관련사업 BPA(부산항만공사) 이관
- 2004년 10월 광양항 2-2단계 부두 준공
- 2005년 3월 본사 광양이전
- 2006년 4월 혁신선도기관(혁신수준 5단계) 도약
- 2006년 11월 공동물류센터 준공
- 2007년 9월 광양항 3-1단계 컨테이너부두 준공, 월드마린센터 준공
- 2011년 5월 18일 한국컨테이너부두공단법 폐지법률 공포
- 2011년 8월 19일 여수광양항만공사 설립

## 주요 사업
- 항만시설 개발 및 관리운영사업, 출자사업, 투자재원 조달
- 항만시설 관리: 광양항·평택(당진)항·군산항
- 컨테이너 부두의 개발 및 관리·운영
- 컨테이너 부두 기능시설의 설치 및 관리·운영
- 컨테이너 화물의 유통 촉진을 위한 내륙 연계 수송기지와 교통시설의 개발 및 관리·운영
- 항만운송사업법에 따른 항만하역사업

## 2008년 공기업 경영평가 (공기업2그룹)
- "보통" - 기획재정부

## 참조
1. ↑  한국컨테이너공단법 폐지법률
2. ↑  “보관된 사본”. 2016년 3월 4일에 원본 문서에서 보존된 문서. 2011년 8월 19일에 확인함.